# Nicocle di Taranto
Nicocle di Taranto (in greco antico: Νικοκλῆς?, Nikoklês; Taranto, ... – dopo il 250 a.C.) fu un famoso citarista della Magna Grecia.

## Biografia
Originario di Taranto, intorno al 250 a.C. Nicocle vinse sei volte l'alloro della Pizia di Delfi, nonché le Grandi Panatenee di Atene, i Giochi Istmici di Corinto, L'Ecatombeo di Argo e le Basilee di Macedonia e Alessandria d'Egitto. Secondo il periegeta Pausania la sua tomba monumentale si ergeva sulla via sacra vicino ad Eleusi. La base della sua statua, con indicazione delle corone conquistate, è conservata presso il parco dell'Acropoli di Atene.